# Conirostrum sitticolor
A Conirostrum sitticolor a madarak osztályának verébalakúak (Passeriformes) rendjébe és a tangarafélék (Thraupidae) családjába tartozó faj.

## Rendszerezése
A fajt Frédéric de Lafresnaye francia ornitológus írta le 1840-ben.

## Alfajai
- Conirostrum sitticolor cyaneum, Taczanowski, 1875
- Conirostrum sitticolor intermedium, Berlepsch, 1893
- Conirostrum sitticolor pallidum, Aveledo & Perez, 1989
- Conirostrum sitticolor sitticolor, Lafresnaye, 1840[2]

## Előfordulása
Az Andokban, Bolívia, Ecuador, Kolumbia és Venezuela területén honos. Természetes élőhelyei a szubtrópusi és trópusi hegyi esőerdők. Állandó, nem vonuló faj.

## Megjelenése
Testhossza 13 centiméter.

## Természetvédelmi helyzete
Az elterjedési területe rendkívül nagy, de az erdőirtások miatt csökken, egyedszáma szintén csökken. A Természetvédelmi Világszövetség Vörös listáján nem fenyegetett fajként szerepel.